# Sebastian Kempf
Sebastian Kempf (* 1995 in Gräfelfing) ist ein deutscher Schauspieler, Hörspiel- und Synchronsprecher.

## Leben
Sebastian Kempf wurde 1995 in Gräfelfing geboren. Von 2015 bis 2019 studierte er Schauspiel an der Hochschule für Musik und Darstellende Kunst Stuttgart. Noch während des Studiums spielte er am Staatstheater Stuttgart in dem Stück Schöne neue Welt von Aldous Huxley (Regie: Philipp Rosendahl).

### Theater
In der Spielzeit 2018/19 war er am Nationaltheater Mannheim engagiert. Dort wirkte er unter anderem in Produktionen wie Endstation Sehnsucht von Tennessee Williams (Regie: Christian Weise) und Der Würgeengel von Luis Buñuel unter der Regie von Anna Elisabeth Frick.
Anschließend kehrte Kempf zurück in seine Heimatstadt München. Im Jahr 2021 übernahm er als Gast am Jungen Ensemble Stuttgart die Rolle des Balthasar bei der Uraufführung des Stückes Oma Monika - was war? von Autor und Regisseur Milan Gather, das im Jahr 2022 den Dramatikerpreis bei den Mülheimer Theatertagen gewann.

### Film und Fernsehen
Seit 2020 widmet sich Sebastian Kempf in erster Linie dem Film und Fernsehen. Im Jahr 2022 erhielt der Kurzfilm Eigenheim von Regisseur Welf Reinhart, in dem Sebastian Kempf in der Rolle des Simon Greif zu sehen ist, den Student Academy Award in silber.
Im Juni 2023 übernahm Kempf im Polizeiruf 110 Paranoia an der Seite von Verena Altenberger und Stefan Zinner die Rolle des Ermittlers Schumann.
Außerdem arbeitet Sebastian Kempf häufig als Hörspielsprecher, vor allem für den Bayerischen Rundfunk. Zuletzt an der Seite von Bastian Pastewka und Maresa Sedlmeir in der Hörspielserie Mia Insomnia. Nebenbei ist er als Synchronsprecher tätig und spricht unter anderem die Rolle des Zava in der erfolgreichen Serie Ted Lasso, den Schauspieler Harris Dickinson im Kinofilm The Iron Claw, die Figur des Kobi Marciano in der israelischen Serie Borders uvm.
Sebastian Kempf lebt in München.

## Filmografie (Auswahl)
- 2017: Labaule & Erben (Fernsehserie)
- 2019: Wir und das Böse
- 2020: Um Himmels Willen (Fernsehreihe)
- 2020: Oskars Kleid (Kinofilm)
- 2020: Tatort: In der Familie (Fernsehfilm)
- 2021: Eigenheim
- 2021: Biohackers (Fernsehserie)
- 2022: Girl You Know It’s True (Kinofilm)
- 2023: Polizeiruf 110: Paranoia (Fernsehfilm)
- 2023: Hitlerputsch 1923 - Das Tagebuch der Paula Schlier (Fernsehfilm)
- 2023: Turmschatten
- 2024: Lena Lorenz: Benita und Muck (Fernsehreihe)
- 2024: Hubert ohne Staller (Fernsehreihe)
- 2024: Alter weißer Mann

## Hörspiele (Auswahl)
- 2022: Friedrich Ani: Das Haus der aufgehenden Sonne – Regie: Alex Schaad – Original-Hörspiel, Kriminalhörspiel – Sender: Bayerischer Rundfunk
- 2022: Robert Hültner: Kajetan und die Betrüger – Regie: Stefanie Ramb – Hörspielbearbeitung, Kriminalhörspiel – Sender: Bayerischer Rundfunk
- 2022: Niklas Kolorz: Rückwärts Hannah – Regie: Martin Heindel – Sender: Bayerischer Rundfunk
- 2022: Gregor Schmalzried: Mia Insomnia – Regie: Lorenz Schuster – Originalhörspiel, Science-Fiction-HörspielSender: storyblond (Auftragsproduktion von: Bayerischer Rundfunk)